# ブルータス・ハミルトン
ブルータス・ハミルトン（Brutus Kerr Hamilton、1900年7月19日 - 1970年12月28日）は、アメリカ合衆国の陸上競技選手である。彼は、1920年に開催されたアントワープオリンピックの十種競技で銀メダルを獲得した。

## 経歴
ミズーリ大学の学生だったハミルトンは1920年のAAU主催競技会で、五種競技と十種競技の両方に優勝して、アントワープオリンピックの代表に選出された。
五種競技では6位に入り、十種競技では、6771.085点をあげて2位に入り、銀メダルを獲得することになった。
4年後のパリオリンピックでは五種競技のみに出場して、7位となった。
彼はカリフォルニア大学バークレー校の運動クラブ「カリフォルニア・ゴールデンベアーズ」（en:California Golden Bears）の陸上競技コーチに就任し、33年間にわたって指導した。このクラブはNCAA選手権で6回団体優勝し、個人タイトルも14個獲得している。1932年ロサンゼルスオリンピックと1936年ベルリンオリンピックではアメリカ合衆国陸上競技代表チームのコーチ補佐となり、1952年ヘルシンキオリンピックでは、ヘッドコーチを務めている。なお1950年には、ミズーリ州の最も偉大なアマチュア陸上選手に選出された。

## オリンピックでの成績
| 年   | 大会                     | 場所                     | 種目     | 結果 | 記録                |
| ---- | ------------------------ | ------------------------ | -------- | ---- | ------------------- |
| 1920 | アントワープオリンピック | アントワープ（ベルギー） | 五種競技 | 6位  | 27点                |
| 1920 | アントワープオリンピック | アントワープ（ベルギー） | 十種競技 | 2位  | 6,771.085点         |
| 1924 | パリオリンピック         | パリ（フランス）         | 五種競技 | 7位  | 24点（4種目で敗退） |